# Lycée littéraire portugais
Le Lycée Littéraire Portugais (Liceu Literário Português) est un établissement d'enseignement philanthropique historique à but non lucratif fondé en 1868 par des immigrants portugais à Rio de Janeiro, au Brésil. Son siège est actuellement situé dans la rue Senador Dantas, en face du Largo da Carioca, dans le centre-ville. Sa devise est « Dieu, Patrie et Liberté ».

## Histoire

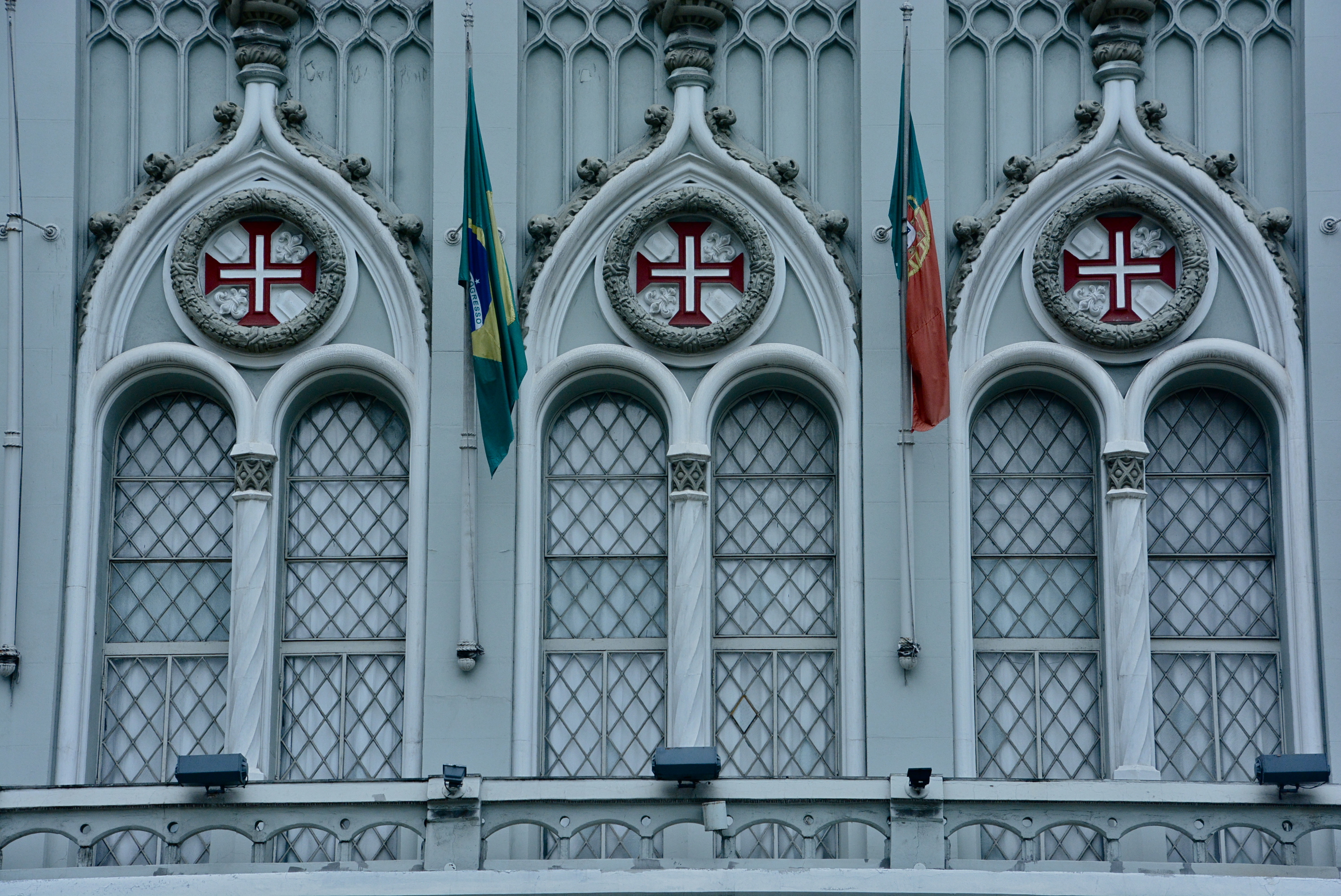
Détail des fenêtres néo-manuélines de la façade

L'histoire du Liceu est liée au Retiro Literário Português, une société littéraire fondée en 1859 à Rio de Janeiro, dont les membres se réunissaient périodiquement pour écouter des conférences et lire. Le 10 septembre 1868, un groupe de 28 membres dissidents du Retiro, réunis Rua da Saúde, décident de quitter l'association précédente et en fondent une nouvelle : le Liceu Literário Português,,. À la tête du groupe se trouvaient Manuel de Faria et José João Martins de Pinho, futur comte d'Alto Mearim. Initialement, le Liceu était une société littéraire similaire au Retiro jusqu'à ce qu'en 1869, à la suggestion du partenaire Francisco Baptista Marques Pinheiro, le Liceu devienne une école du soir pour les Portugais et les Brésiliens. L'objectif de l'institution était donc de diffuser la culture et d'offrir des opportunités d'enseignement, en particulier aux jeunes immigrés portugais de la ville, généralement arrivés dans le pays avec peu d'éducation, ainsi qu'aux Brésiliens. Au cours de sa première année de fonctionnement, le Liceu a accueilli gratuitement 94 étudiants dans un bâtiment de la Rua dos Ourives.

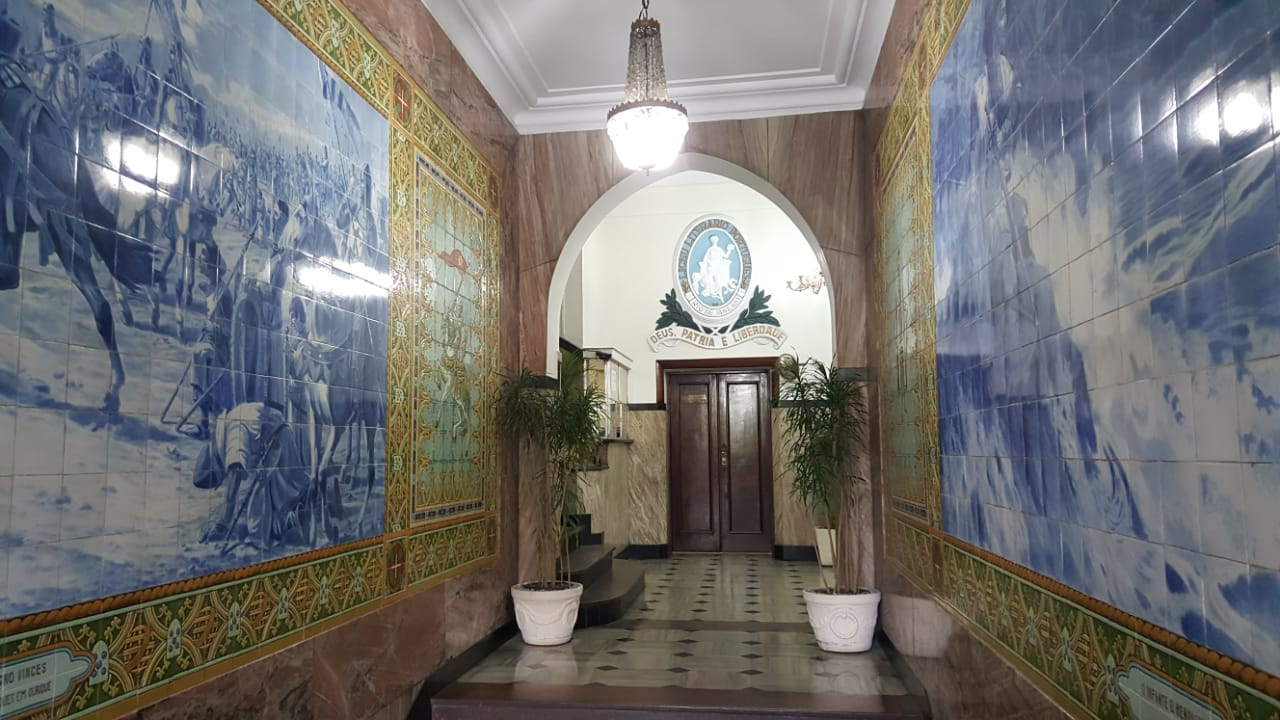
Entrée décorée d'azulejos de Jorge Colaço.

Le Liceu a opéré successivement à divers endroits de la Rua da Carioca, de la Rua dos Ourives et de la Rua Sete de Setembro. En 1883, un bâtiment a été acquis sur la Rua da Saúde (actuellement Travessa do Liceu), à Largo da Prainha, actuellement Praça Mauá,. Le manoir historique avait appartenu à Felipe Nery de Carvalho et abritait autrefois l'Academia de Marinha,. L'inauguration du nouveau quartier général, qui a eu lieu le 11 juin 1884, a été suivie par plusieurs ministres et personnalités, dont l'empereur D. Pedro II lui-même,. Les installations d'éclairage au gaz permettaient de proposer des cours du soir, une nouveauté à l'époque à Rio de Janeiro. Pendant 20 ans, au siège de la Rua da Saúde, des cours du soir gratuits dans l'enseignement primaire et secondaire ont été dispensés, en plus de cours gratuits d'astronomie et d'art nautique,. L'Empereur lui-même assistait à certaines de ces classes.
Pour étendre ses activités, le bâtiment de la Rua da Saúde a été vendu en 1912 et le Liceu, sous la présidence de Faustino de Sá e Gama, a déménagé dans un nouveau siège, situé sur la Rua Senador Dantas, à Largo da Carioca,. Il a subi un incendie en 1932, qui a conduit le président du Liceu, le commandant José Raínho da Silva Carneiro, à promouvoir la construction du siège actuel, un bâtiment de neuf étages de style néo-manuélin, conçu par l'architecte Raul Pena Firme. L'inauguration eut lieu le 10 septembre 1938,.
Le hall d'entrée du bâtiment est décoré de grands panneaux d'azulejos de l'artiste portugais Jorge Colaço. Un panneau représente le roi Alphonse Ier  et le Miracle d'Ourique, et l'autre représente Henri le Navigateur. Il y a aussi des représentations de navigateurs et de guerriers médiévaux maures et portugais. 
Le 13 décembre 2007, le bâtiment du Centre culturel a été inauguré, rua Pereira da Silva, à Laranjeiras, où fonctionnera l'Institut de la langue portugaise.

## Activités

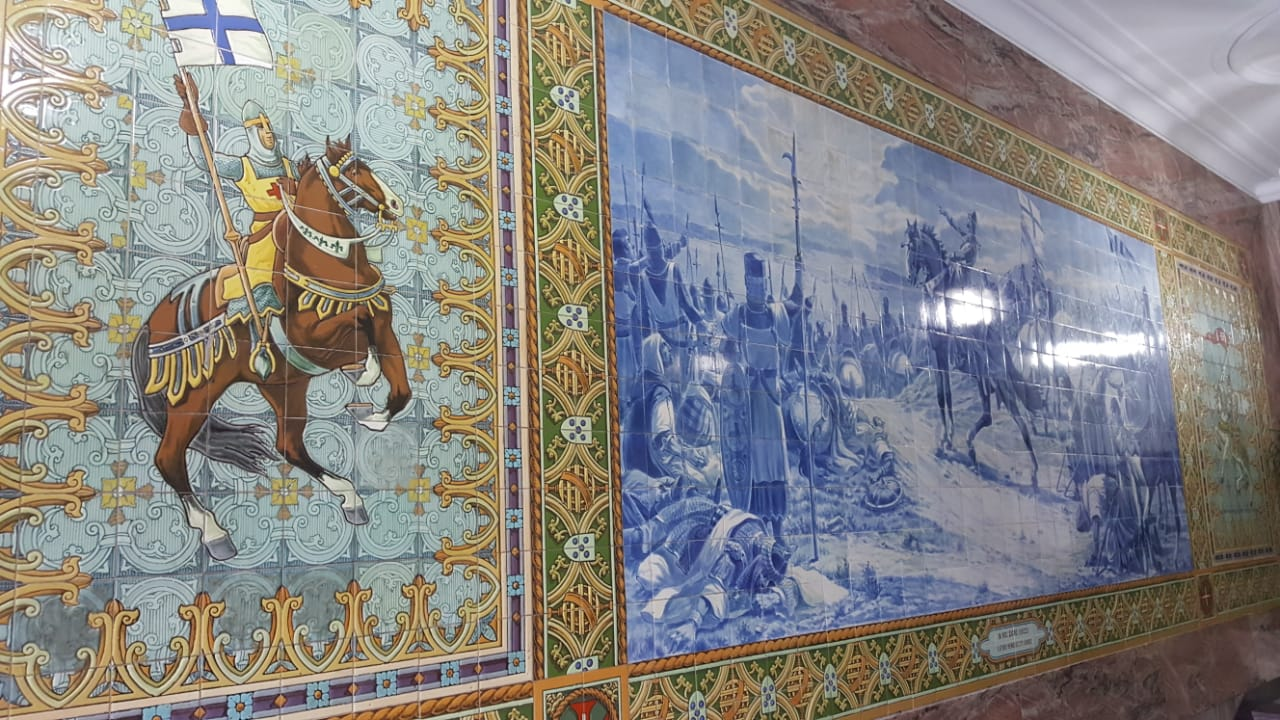
Azulejos de Jorge Colaço dans le hall d'entrée du Lycée.

Le Liceu Literário Português est une entité philanthropique à but non lucratif dont l'objectif est de promouvoir l'enseignement de la langue portugaise à travers des cours, des séminaires, des conférences, l'édition de livres et d'autres activités. Il encourage également l'échange d'universitaires lusophones et propose des cours de troisième cycle sur des sujets liés à la langue.
Le Centre d'études luso-brésiliennes, maintenu par le Liceu, comprend les unités suivantes :
- Institut de langue portugaise
- Institut luso-brésilien d'histoire
- Institut Afrânio Peixoto d'études portugaises
- Institut luso-brésilien du folklore

Par ailleurs, le Liceu publie la revue semestrielle Confluence, consacrée aux études linguistiques, notamment de la langue portugaise. Le magazine est actuellement dirigé par Evanildo Bechara et Ricardo Cavaliere.

## Source de traduction
- (pt) Cet article est partiellement ou en totalité issu de l’article de Wikipédia en portugais intitulé « Liceu Literário Português » (voir la liste des auteurs).